# 霍普韋爾蘭丁 (密西西比州)
霍普韋爾蘭丁（英語：Hopewell Landing）是位於美國密西西比州亞祖縣的非建制地區。

## 地理
霍普韋爾蘭丁所處的海拔為高於海平面26米（即85英呎），而該地所採用的時區為UTC-6，即北美中部時區（CST）。同時該地設有夏令時間，為UTC-6調快一小時，即UTC-5（CDT）。